# 最後的美麗
《最後的美麗》（Biutiful）是一部2010年西班牙心理學戲劇電影，由阿利安卓·崗札雷·伊納利圖執導，哈維爾·巴登主演。儘管票房不佳，哈維爾·巴登於片中的演技受到一致好評，並獲得第83屆奧斯卡金像獎最佳男主角提名。